# Pedra de tropeço
Pedra de tropeço é uma expressão idiomática da Bíblia hebraica e do Novo Testamento e denomina a atitude ou comportamento de alguém que conduz outrem a pecar ou cometer um erro.

## Etimologia
Na Bíblia hebraica, o termo para "pedra de tropeço" é mikshowl (מכשול), citado na Septuaginta como skandalon (σκανδαλον). A palavra em Português "escândalo" tem origem no termo grego da Septuaginta skandalon, que por sua vez tem origem no termo hebraico mikshowl. O termo grego skandalon tem um significado muito diferente ao que comumente é atribuído nos dias de hoje para a palavra escândalo.
Ao substantivo grego skandalon também é associado um verbo, skandalizo (formado com o sufixo-iz como em Português "escandalizar"), significando literalmente "fazer alguém tropeçar" ou, idiomaticamente, "conduzir alguém a pecar."
Esta expressão idiomática pode estar relacionada com o estado das estradas na Palestina antiga.
Além de skandalon a expressão idiomática "pedra de tropeço" tem um segundo significado na palavra grega proskomma "tropeçando." Ambas palavras são usadas juntas em 1 Pedro 2:8; isto é a "pedra de tropeço" (lithos proskommatos λίθος προσκόμματος) e a "rocha que faz cair" (petra skandalou πέτρα σκανδάλου).

## Na Bíblia hebraica
A base bíblica de "escândalo (do termo em latim) é a proibição de colocar uma pedra de tropeço diante de um cego, "pedra de tropeço " é o significado literal de skandalon em grego.

## No judaísmo rabínico
O alerta no Levítico é apresentado como lifnei iver "diante do cego."

## Cristianismo

### Novo Testamento
O emprego desta expressão no Novo Testamento, como em Mateus 13:41, assemelha-se à utilização Septuaginta (LXX), como no Salmo 140:9, onde uma "pedra de tropeço" significa qualquer coisa que leve ao pecado.  O referenciado adjetivo aposkopos , "sem causar tropeço a ninguém", também ocorre três vezes no Novo Testamento.

### Catolicismo
"Escândalo ativo" é realizado por uma pessoa; "escândalo passivo" é a reação de uma pessoa ao escândalo ativo (escândalo fornecido ou em Latim scandalum datum), ou a atos que, por causa da ignorância do espectador, ou sua fraqueza, ou malícia, são considerados como escandalosos ("escândalo aceito" ou em latim scandalum acceptum). Veja Também o Catecismo da Igreja Católica, 2284–2287.

### Protestantismo
O termo é comum em escritores protestantes. Começou com a consideração de Martinho Lutero de que "a crença comum de que a Missa é um sacrifício" seria uma "pedra de tropeço". 

## Interpretação
Para ser qualificado como escandaloso o comportamento deve, em sua essência, ser mau ou prover o aparecimento do mal.
Fazer uma boa ação ou uma ação neutra, mesmo sabendo que isso poderá inspirar outrém a pecar - como o estudante que estuda com afinco sabendo que isso causará inveja em alguém - não é escandaloso.
Ainda, pedir que alguém perjure é escandaloso, mas um juiz exigir juramento de uma testemunha, mesmo se ele souber que ela é suscetível a cometer perjúrio não é escandaloso; também, não é necessário que a outra pessoa realmente cometa o pecado; para ser escandaloso é suficiente que a natureza da ação intencione conduzir alguém a pecar.
Escândalo acontece na intenção de conduzir alguém a pecar.
Impulsionar alguém a pecar é cometer escândalo ativo. No caso da pessoa que está promovendo um escândalo estar consciente da ignorância da outra pessoa que está sendo conduzida a pecar, a culpa dos pecados cometidos é da pessoa que conduziu o outro a cometê-los.
O escândalo também é realizado quando alguém faz uma má ação, ou uma ação que parece ser má, consciente de que conduzirá outrem ao pecado. (Em caso de ação aparentemente má, uma razão justificada para ela, a despeito das culpas, invalidará o escândalo.)
Escândalo também podem acontecer quando um ato inocente puder ser uma ocasião de pecado para o fraco, mas tal ato não surgiria se as boas ações fossem valorizadas corretamente.